# Letterboxd
Letterboxd，線上電影社交目錄應用程式服務平台，由馬修·布坎南（Matthew Buchanan）與卡爾·馮蘭多（Karl von Randow）於2011年創立，總部位於紐西蘭。會員可以對電影進行評分和評論，追蹤過去看過的電影和時間，創建電影列表，展示自己最喜歡的電影，使用文字關鍵字標記電影，並與其他影迷互動。Letterboxd被外界譽為「電影版的Goodreads」。
Letterboxd在武漢肺炎期間人氣飆升。截至2025年1月，註冊用戶超過1700萬人。儘管該網站目前主要提供電影內容，但其領導層計劃未來增加電視節目。

## 另見
- 爛番茄
- Metacritic
- 豆瓣

## 外部連結
- 官方网站